# Estoublon
Estoublon település Franciaországban, Alpes-de-Haute-Provence megyében. Lakosainak száma 480 fő (2022. január 1.). Estoublon Beynes, Bras-d’Asse, Majastres, Mézel, Saint-Jeannet, Saint-Jurs és Senez községekkel határos.

## Népesség
A település népességének változása:
| Lakosok száma | 207  | 243  | 301  | 383  | 478  | 480  | 486  | 493  | 487  | 480  |
|               | 1968 | 1982 | 1990 | 2006 | 2013 | 2015 | 2017 | 2019 | 2020 | 2022 |